# Ротарит
Ротарит (Ротарит I; также иногда Ротари; итал. Rotarit; казнён в 702, Турин) — лангобардский герцог Бергамо (до 702 года).

## Биография
Единственный исторический источник о Ротарите — «История лангобардов» Павла Диакона.
О происхождении и ранних годах жизни Ротарита сведений не сохранилось. Также неизвестно и когда он получил Бергамское герцогство. Предыдущим упоминавшимся в источниках владельцем этих земель был казнённый в 596 или 597 году Гайдульф.
На рубеже VII—VIII веков бергамский герцог Ротарит был одним из наиболее могущественных лангобардских владетелей. Поэтому в 700 году ему совместно с герцогом Асти Анспрандом было поручено опекунство над малолетним королём Лиутпертом.
Деятельность Ротарита пришлась на время междоусобиц в Лангобардском королевстве. Уже через восемь месяцев против Лиутперта восстал герцог Турина Рагинперт, родственник предыдущих лангобардских монархов из Баварской династии. Он одержал около Новары победу над войском Ротарита и Анспранда, после чего сам взошёл на престол Лангобардского королевства. Его противники были отправлены в изгнание.
Рагинперт правил очень недолго, и после его смерти в 701 году все изгнанники смогли возвратиться, а королём снова стал Лиутперт. Однако уже в следующем году сын и соправитель Рагинперта Ариперт II поднял мятеж против короля и его наставников. В сражении при Павии он разбил возглавлявшееся Лиутпертом, Анспрандом и Ротаритом королевское войско, и сам взошёл на лангобардский престол. Лиутперт попал в плен, а Анспранду и Ротариту удалось бежать. Первый из них укрылся в Баварии при дворе герцога Теудебальда; второй бежал в свои владения.
Прибыв в Бергамо, Ротарит провозгласил себя правителем Лангобардского королевства. Однако осаждённый войском Ариперта II, он вскоре должен был сдаться. По приказу нового короля Ротарит был обрит, что у лангобардов считалось большим бесчестьем. Затем его привезли в Турин, где вскоре казнили. Тогда же в ванне был утоплен и бывший король Лиутперт.
Неизвестно, кто был непосредственным преемником Ротарита в Бергамском герцогстве. Следующим упоминавшимся в источниках правителем Бергамо был герцог Ротарит II, деятельность которого датируется второй половиной 720-х годов.